# Hon'ami Kōetsu
Hon'ami Kōetsu, född 1558, död 27 februari 1637, var en japansk målare.
Hon'ami Kōetsu var vid sidan av Ogata Kōrin Tokugawatidens mest betydande lackmästare. Hans arbeten är dock endast kända genom eleven Kōrins efterbildningar.